# میک بتریج
میک بتریج (انگلیسی: Mick Betteridge؛ ۱۱ اوت ۱۹۲۴ – ۵ آوریل ۱۹۹۹) بازیکن فوتبال اهل بریتانیا بود.
از باشگاه‌هایی که در آن بازی کرده‌است می‌توان به باشگاه فوتبال وست برومویچ آلبیون، باشگاه فوتبال لیک تاون، و باشگاه فوتبال سوئیندون تاون اشاره کرد.